# Ståle Stensaas
Ståle Stensaas (Trondheim, 7 juli 1971) is een voormalig betaald voetballer uit Noorwegen die speelde als verdediger. Hij speelde jarenlang voor Rosenborg BK en beëindigde zijn loopbaan in 2008 bij Lillestrøm SK.

## Interlandcarrière
Onder leiding van bondscoach Nils Johan Semb maakte Stensaas zijn debuut voor het Noors voetbalelftal op 24 januari 2001 in het oefenduel tegen Zuid-Korea (3-2) in Hongkong, net als Alexander Aas, Pa-Modou Kah, Azar Karadas, Tommy Øren, Fredrik Winsnes en Bjarte Lunde Aarsheim. Stensaas speelde in totaal negen interlands en scoorde één keer voor zijn vaderland.

## Erelijst
Rosenborg BK
- Landskampioen

1994, 1995, 1996, 2000, 2001, 2002, 2003, 2004, 2006
- Beker van Noorwegen

1995, 2003